# Silat ad-Dhahr
Silat ad-Dhahr, en arabe : سيلة الظهر, est une ville du gouvernorat de Jénine en Palestine, dans le nord de la Cisjordanie. Elle est située à 22 kilomètres au sud-ouest de Jénine. Selon le recensement du Bureau central palestinien des statistiques (BCPS), la ville avait une population de 5 794 habitants en 2007 et de 7 406 habitants en 2017. Les établissements de santé pour les villages environnants sont basés à Silat ad-Dhahr, les établissements sont désignés comme étant de niveau 2 par le ministère de la Santé.
L'altitude moyenne de la ville est de 400 mètres au-dessus du niveau de la mer. La population en 1997 était de 4 439 habitants, selon le Bureau central palestinien des statistiques, la population estimée en 2001 était d'environ 6 000 habitants et se répartissait en 51% d'hommes et 49% de femmes, les jeunes représentant un pourcentage très élevé des habitants. Environ 30 % des habitants sont des commerçants et 20 % dépendent de l'agriculture, produisant des produits tels que des olives et des amandes.
La localité a un niveau d'éducation élevé et compte un grand nombre de diplômés universitaires. Il y a des réseaux d'eau et d'électricité dans la ville, ainsi que des lignes téléphoniques et Internet. Il existe également un dispensaire, des centres sportifs, sociaux et culturels et des bibliothèques. La ville compte cinq écoles : l'école industrielle (mixte, 150 élèves), une école secondaire pour garçons (450 élèves), une école primaire pour garçons (500 élèves), une école secondaire pour filles (400 élèves) et une école primaire pour filles (650 élèves).